# Hajime Sorayama
Hajime Sorayama (jap. 空山 基, Sorayama Hajime; * 22. Februar 1947 in Imabari) ist ein japanischer Illustrator.
Hajime Sorayama wurde als Sohn eines Zimmermanns und einer Hausfrau geboren. Er machte den Abschluss an der Imabari-Kita-Oberschule. 1965 begann er, an der katholischen Shikoku-Gakuin-Universität Griechisch und englische Literatur zu studieren. 1967 gab er diesen Studiengang auf und wechselte zur Tokioter Chūō-Kunstschule (中央美術学園, Chūō bijutsu gakuen). Die Kunstschule verließ er 1969 im Alter von 22 Jahren. Danach war er als Illustrator bei einer Werbeagentur angestellt und machte sich 1971 als freiberuflicher Maler selbständig.
Schon als Kind zeichnete Sorayama, wobei ihn vor allem technische Details interessierten. Sein Stil zeichnet sich durch einen starken Hang zum Hyperrealismus aus, wobei seine Spezialität besonders realistisch dargestellte Lichteffekte sind. Sein bekanntestes Werk ist das 1983 bei Genkōsha veröffentlichte Buch „Sexy Robot“, das sich um den Fetisch chromglänzender Roboterfrauen dreht. Er malte auch eine erkleckliche Anzahl an Frauen in hochrealistisch dargestelltem Lack, im Reitkostüm und als Domina. Sorayama gestaltete eine ganze Reihe von Titelseiten für Zeitschriften wie beispielsweise Heavy Metal. Bei dem 2001 erschienenen Album Just Push Play der amerikanischen Rockband Aerosmith dient eine Sexy-Robot-Zeichnung von Sorayama als Album-Cover.
Eine Übersicht über sein Werk gibt der bei Edition Skylight erschienene Bildband Sorayama - Complete Masterworks.